# لین فیچ
لین فیچ (انگلیسی: Lynn Fitch؛ زادهٔ ۵ اکتبر ۱۹۶۱) سیاست‌مدار، حقوق‌دان و ۴۰مین دادستان کل می‌سی‌سی‌پی اهل ایالات متحده آمریکا است.